# Falster-Astarte
Die Falster-Astarte (Astarte falsteri) ist eine Muschel-Art aus der Familie der Astarten (Astartidae). Der taxonomische Status als selbständige Art wird von manchen Autoren bezweifelt. Sie ist endemisch in den Küstengewässern der westlichen Ostsee.

## Merkmale
Das gleichklappige Gehäuse des Holotyps misst 23 mm in der Länge, 19,1 mm in der Höhe und 9,3 mm im Querschnitt. Es ist im Umriss gerundet dreieckig oder auch quer-eiförmig. Es ist deutlich ungleichseitig, und die Wirbel befinden sich vor der Mittellinie. Der vordere Dorsalrand ist leicht konkav und fällt steil ab. Der hintere Dorsalrand ist leicht konvex gewölbt und fällt deutlich schwächer ab. Das vordere Ende ist stärker gerundet als das Hinterende. Der Ventralrand ist weit gewölbt. Das Ligament liegt extern. Die Lunula ist nur undeutlich. Die Area ist dagegen deutlich begrenzt, aber relativ schmal-lanzettförmig. Das Schloss der rechten Klappe weist drei Haupt- oder Kardinalzähne auf, einen globigen Hauptzahn, der von tiefen Gruben umgeben ist sowie vorne wie hinten von je einem dünnen Hauptzahn. Außerdem sind ein vorderer Seitenzahn und ein undeutlicher hinterer Seitenzahn vorhanden. In der linken ist eine tiefe Grube vorne und hinten durch zwei kleinere Hauptzähne begrenzt. Beide Zähne sind am oberen Ende gekerbt. Außerdem ist ein undeutlicher vorderer Seitenzahn und ein deutlicher hinterer Seitenzahn vorhanden.
Die beiden Schließmuskeleindrücke sind nahezu gleich groß, aber vergleichsweise klein. Der vordere Schließmuskeleindruck ist nierenförmig, der Fußmuskel ist deutlich davon abgesetzt. Der hintere Schließmuskeleindruck ist gerundet-quadratisch. Der Fußmuskel schließt direkt an den Schließmuskel an und bildet eine Art Griff. Die Mantellinie ist nicht eingebuchtet.
Die Ornamentierung besteht aus randparallelen feinen Rippen. Das dicke Periostracum ist dunkelbraun, blättert nicht ab und hat einen öligen Glanz. Die Innenseite ist weiß, und der innere Gehäuserand ist glatt.

## Geographische Verbreitung und Lebensraum
Die Falster-Astarte hat ein stark begrenztes Verbreitungsgebiet in der Ostsee, zwischen den dänischen Inseln Falster und Bornholm. Sie kommt auch im deutschen Anteil der Ostsee vor.
Sie lebt dort flach eingegraben in Schlammböden oder schlammigen Sandböden in 20 bis 70 Meter Wassertiefe.

## Taxonomie
Die Art wurde erst 2001 von Godtfred Høpner Petersen erstmals beschrieben. Die MolluscaBase behandelt das Taxon als gültige Art, ebenso das „Compendium of Bivalves“. Die „HELCOM Checklist for Baltic Sea Invertebrate Species“ stellt sie dagegen in die Synonymie von Astarte borealis.